# John A. Seitz
John Andrew Seitz (* 1908 in Leavenworth, Leavenworth County, Kansas; † 4. Januar 1987 in Junction City, Geary County, Kansas) war ein Brigadegeneral der United States Army. Er war unter anderem kommissarischer Kommandeur der 1. Infanteriedivision.
Seitz war ein älterer Bruder von Generalleutnant Richard J. Seitz (1918–2013). Er besuchte die öffentlichen Schulen seiner Heimat und studierte danach bis 1932 an der University of Kansas in Lawrence. Später schaffte er den Sprung in das Offizierskorps des US-Heeres, wo er der Artillerie zugewiesen wurde. In der Armee durchlief er anschließend alle Offiziersränge vom Leutnant bis zum Brigadegeneral.
Während des Zweiten Weltkriegs diente John Seitz auf dem asiatisch-pazifischen Kriegsschauplatz. Zwischenzeitlich war er auch als Stabsoffizier im Kriegsministerium. Später war er als Lehrer an der University of Missouri tätig, wo er das Fach Militärwissenschaft und Taktik lehrte. In den Monaten Januar und Februar 1960 war er Interimskommandeur der 1. Infanteriedivision. Für einige Zeit diente er in Südkorea. Anschließend war er von 1961 bis 1963 Stabschef der 5. Armee. John Seitz war dann auch noch Kommandeur des XVIII. Luftlandekorps. Einige Jahre später erhielt sein Bruder Richard das gleiche Kommando. In den Jahren 1966 und 1967 kommandierte er den Standort Fort Riley in Kansas. Im Jahr 1967 ging John Seitz in den Ruhestand.
Seitz verbrachte seinen Lebensabend in Junction City in Kansas. Dort wurde er Vizepräsident der First National Bank and Trust Company. In seinen letzten Lebensjahren war sein Gesundheitszustand schlecht. Gemäß den Aussagen des zuständigen Sheriffs Bill Deppish starb John Seitz am 4. Januar 1987 durch eine selbstbeigebrachte Schussverletzung.

## Orden und Auszeichnungen
John Seitz erhielt im Lauf seiner militärischen Laufbahn unter anderem folgende Auszeichnungen:
- Army Distinguished Service Medal
- Legion of Merit
- Parachutist Badge